# Tronarvinge
Tronarvinge är en person i en monarki som har successionsrätt men som inte nödvändigtvis står först i tur att tillträda som monark efter den nuvarande monarken. Tronföljare är den person som enligt en fastställd tronföljdsordning står närmast i tur..  Tronföljaren fungerar i regel också som ställföreträdare  för monarken, åtmins tone om tronföljaren har uppnått  myndighetsålder. 

Kronan för den svenska tronföljaren.

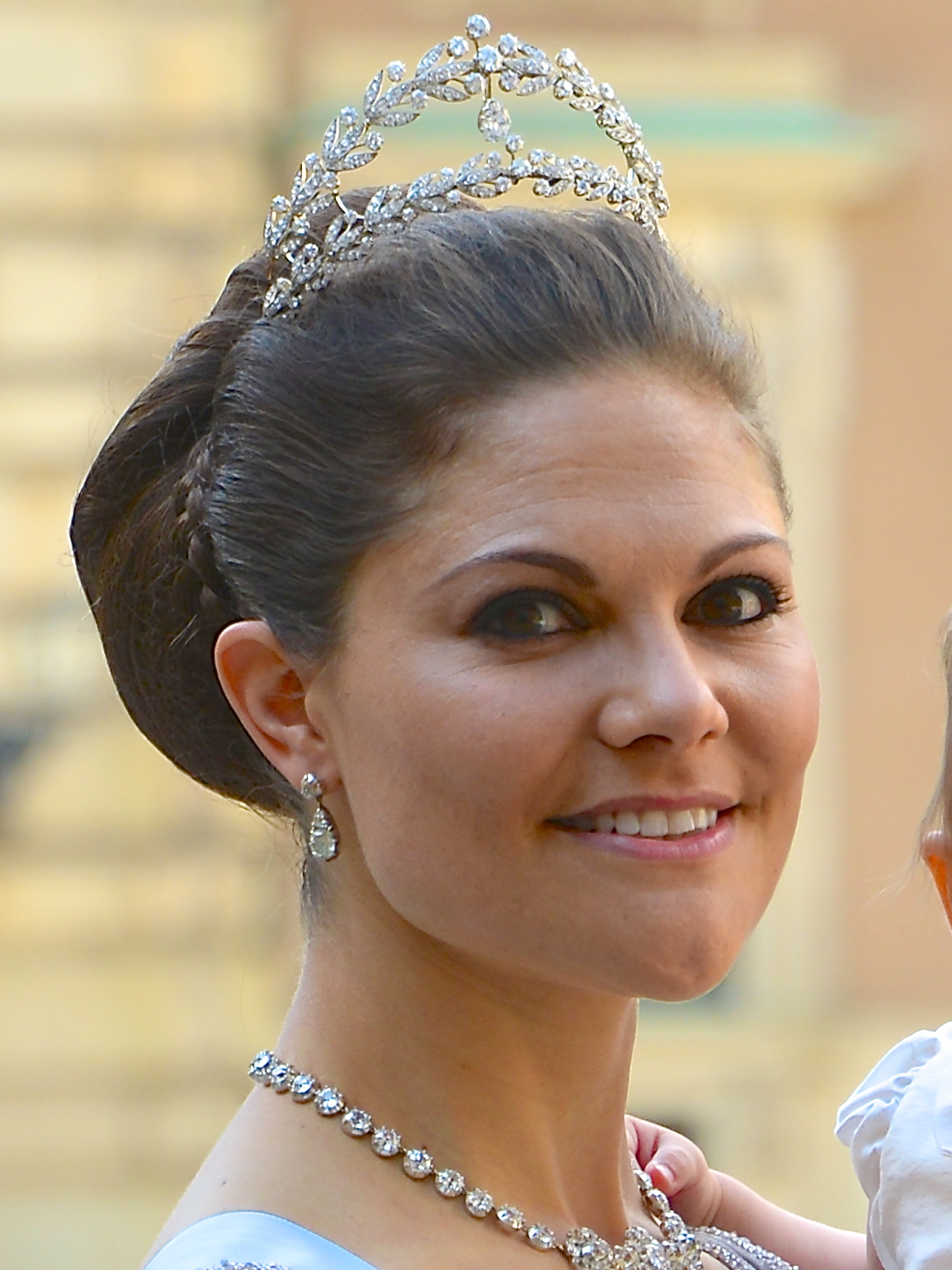
Kronprinsessan Victoria är Sveriges tronföljare.

En tronföljare som är barn till den regerande monarken och vars placering i tronföljden inte kan förändras genom tillkomsten av ett yngre syskon bär ofta titeln kronprins eller kronprinsessa. I monarkier där yngre bröder kommer före äldre systrar i tronföljden, bär inte monarkens äldsta dotter titeln kronprinsessa, även om hon är tronarvinge. Likaså bär inte en tronarvinge i en sidogren titeln kronprins eller kronprinsessa. Hustrun till en kronprins tituleras också kronprinsessa.
I vissa monarkier, exempelvis Spanien och Storbritannien, används inte titeln kronprins utan istället en särskild titel som i regel har en historisk och symbolisk betydelse.

## Nuvarande tronföljare (i urval)
- Prinsessan Elisabeth, hertiginna av Brabant
- Kronprins Al-Muhtadee Billah Bolkiah
- Kronprins Christian, greve av Monpezat
- Prins Akishino
- Arvfurst Alois
- Arvstorhertig Guillaume
- Prins Jacques
- Prinsessan Catharina-Amalia, prinsessa av Oranien
- Kronprins Haakon
- Kronprins Mohammed bin Salman
- Infantinnan Leonor, prinsessa av Asturien
- Prins William, prins av Wales, hertig av Cornwall och Cambridge, hertig av Rothesay (dessutom tronföljare till samväldesrikena Australien, Kanada, Nya Zeeland osv.)
- Kronprinsessan Victoria, hertiginna av Västergötland